# Patatas bravas
Patatas bravas – danie kuchni hiszpańskiej pochodzące z Madrytu. Składa się z ziemniaków pokrojonych w kostkę, a następnie smażonych i podawanych na ciepło z pikantnym sosem. Istnieją dwie podstawowe wersje sosu: z mąki, cebuli i ostrej papryki oraz z sosu pomidorowego z dodatkiem papryki. 

## Historia
Dokładne pochodzenie patatas bravas nie jest znane, ale po raz pierwszy pojawiły się one w barach w Madrycie w latach 50. ubiegłego wieku. Obecnie danie to jest powszechnie serwowane w restauracjach i barach w całej Hiszpanii jako odmiana tapas. Są jednym z najtańszych tapas w menu, ze względu na niski koszt ich składników.

## Przygotowanie
Ziemniaki są krojone w kostkę i smażone na oliwie jak zwykłe frytki, aż do uzyskania złotobrązowego koloru i chrupkości. Po usmażeniu polewane są salsa brava. Tradycyjnie salsa brava musi zawierać pikantną paprykę lub cayenne, które nadają jej ostry smak. Często jest to mieszanka ostrej i słodkiej papryki. W zależności od regionu, skład sosu może się różnić.